# Николян, Самвел Дживанширович
Самвел Дживанширович Николян (арм. Նիկոլյան Սամվել; 11 июня 1964, Ленинакан) — советский и армянский футболист, полузащитник и нападающий. Выступал за сборную Армении.

## Биография
Воспитанник детской команды «Гюмри» (Ленинакан). В 1979 году стал победителем всесоюзного детско-юношеского турнира «Кожаный мяч», в финале его команда обыграла азербайджанский «Кяпаз». Во взрослом футболе дебютировал в начале 1980-х годов в составе «Ширака», игравшего во второй лиге СССР. В 1986 году перешёл в «Котайк» (Абовян) и провёл в его составе полтора сезона в первой лиге, сыграв 42 матча. Затем до распада СССР выступал во второй и второй низшей лигах за «Лори» (Кировакан) и «Ширак».
С 1992 года в составе «Ширака» выступал в высшей лиге Армении, был одним из лидеров атак клуба, забив 66 голов в 184 матчах чемпионата страны. Неоднократный чемпион Армении (1992, 1994, 1999), серебряный призёр (1993, 1995/96, 1997, 1998), финалист Кубка Армении (1993, 1994, 1999). Участвовал в матчах Кубка УЕФА.
В 2000 году перешёл в «Мику» (Аштарак), в первом сезоне стал лучшим снайпером клуба и третьим бомбардиром лиги с 15 голами, также в 2000 году стал обладателем Кубка Армении. Стал автором первого гола «Мики» в еврокубках и принёс клубу первую победу в матче Кубка УЕФА против румынского «Рапида» (1:0). В ходе сезона 2001 года перешёл в «Лернагорц» (Капан), на следующий год в первой половине сезона был его играющим главным тренером.
Всего в высшем дивизионе Армении сыграл 229 матчей и забил 86 голов. Входит в «Клуб 100» армянского футбола.
Сыграл один матч за сборную Армении — 15 ноября 1995 года в игре отборочного турнира чемпионата Европы против Дании (1:3) провёл на поле все 90 минут.